# 愛國戰隊大日本
『愛國戰隊大日本』（あいこくせんたいだいにっぽん）は、1982年8月完成の8ミリアマチュア特撮の日本作品。赤井孝美総監督、庵野秀明特撮監督、ダイコンフィルム制作、上映時間約19分。サブタイトルは「びっくり!!君の教科書もまっ赤っか!」。
当時テレビで放映されていた特撮テレビドラマスーパー戦隊シリーズの作品群と、当時の冷戦下におけるソ連脅威論を下地にしたパロディ作品である。
精巧に作られたコスチューム、火薬による爆発効果、ミニチュアによる巨大ロボの登場など、アマチュア作品としては群を抜いた内容で、発表直後から『アニメック』誌などの一般媒体でも大きな話題となった。『帰ってきたウルトラマン マットアロー1号発進命令』『快傑のーてんき』と同時制作されたということも、アマチュア制作の常識を覆す出来事だったといえる。

## 概要
1983年に開催された日本SF大会「DAICON4」の宣伝のためのプロモーション作品として制作され、その前年のSF大会「TOKON8」で上映された。本作品は長期シリーズの中の1話という体裁をとっている（全26話のタイトルと登場する怪人も設定されているが、これは後に『アニメック』にて紹介された際にネタとして発表されたもので、制作されたのは第3話のみである）。ロケ地の1つは日本万国博覧会（大阪万博）の跡地である万博記念公園で、背景に太陽の塔やエキスポタワーが見える。他に大阪城公園でのロケも見られる。
オープニングテーマは第5作『太陽戦隊サンバルカン』主題歌の替え歌であり、オタクのカラオケの定番とも言われる。タイトルロゴもサンバルカンのそれを真似たものであった。他にも大日本の登場シーンや、富士山をモチーフにした5人の戦士の決めポーズ、サンバルカンのオープニングで嵐山美佐（演：根本由美）が屋内プールで泳ぐシーンを意識しているとみられる本作品オープニングでの舞子ユキ（＝アイ・ゲイシャ。演：西由紀）が屋外プールで遊んでいるシーン、武器の1つでサンバルカンの兵器の1つであるバルカンボールを模した「天誅ボール」、サンバルカンロボの必殺技である「太陽剣・オーロラプラズマ返し」を模した大日本ロボの必殺技「日本剣・愛國富士山返し」、「バルカンスティック」を模した十手状の「バンザイ・スティック」、怪人が巨大化する時に映し出される歯車などの機械内部構造などもサンバルカンを参考にしているとみられる。エンディングテーマ『起て!大日本』はテレビアニメ『宇宙戦士バルディオス』の挿入歌『立て!バルディオス』の替え歌である。
「テーマがなくてもテーマがあるように見せかけて作る」というのが制作意図でタイトルから想像されるとおり、当時まだ冷戦下にあったソ連を「おちょくった」ような内容ではあるが、同時に右翼も「揶揄」した内容でもあった。
製作陣の多くのスタッフが当時大阪芸術大学の現役の学生であったため、ヒラ戦闘員「ハラショマン」のコスチュームは大阪芸術大学のジャージがそのまま使用されている（正確に言うと「大」の横棒を塗りつぶし「人」にして胸の表記である「大阪芸大」を「大阪芸人」に換装していた）。
1980年代にゼネラルプロダクツよりビデオ（VHS・β）が発売されたが現在は絶版。2005年12月1日には関西テレビ☆京都チャンネルの「熱血!インディーズムービー野郎」番組内でテレビ放送され、関西テレビ地上波での再放送も行われた。現在でも、稀にSF・自主制作映画関係のイベントで上映が行われることがある。

## 評価
反共主義の右翼的な内容に見せかけているものの、前述の通り実は右も左も笑い飛ばしたパロディーであるが、一部の東欧SFファンやプロの中には、その内容を表面的に捉えたり、「露助」や「アカ」という蔑称がそのまま使われたりしていることから、これを「反社会主義的」「右翼的」と本気で問題視するグループもあり、1982年から1984年にかけて「『愛國戰隊大日本』論争」と呼ばれる論争も発生した。主に『イスカーチェリ』などのSF同人誌やダイコンフィルムメンバーによるゼネラルプロダクツの会報『パペッティア通信』を舞台に論争は行なわれたが、『SFイズム』『SFの本』といった商業誌やオランダで発行のSF情報誌なども論争の場となっていた。
論争の参加者には、当の岡田斗司夫や武田康廣のほか、翻訳家の深見弾、山形浩生、波津博明などがいた。かつて日本SF大会を主催したこともあるSF作家の筒井康隆も、エッセイで「アホな演しもの」と本作品について触れている。
この影響で、本作品オープニングに「富士山将軍」としてカメオ出演したSF作家からダイコンフィルムに申し入れがあり、本作品を公の場所で公開する場合には、その作家の顔と名前を塗りつぶしたバージョンが用いられるようになった。
岡田斗司夫は2010年の著書『遺言』において、宮崎駿が本作品を見てDAICON FILMのメンバーを気に入り、構想中だった新作映画『アンカー』を実写で撮影したいとDAICON FILMの代表数名を呼び寄せたと記している（岡田自身は面会に参加していない）。岡田は『ウルトラマン』ではなくて本作品だったことを「不思議でしたけど」と述べ、面会したメンバーが宮崎になぜ自分たちに頼むのか（宮崎のファンである庵野秀明も宮崎の作りたいものは自分たちには無理、と考えたという）と尋ねると「いや『愛國戦隊』をつくった君たちならできるよ」といわれたという伝聞を記している。
これについて赤井孝美は2019年にTwitterで、「宮崎駿さんが褒めたのは庵野くん監督の「帰ってきたウルトラマン」で「大日本」は『くだらない』とおっしゃってました。これは自分が聞いたので確かです」と述べている。

## ストーリー
北から神國・日本を狙う悪の組織「レッドベアー」は、洗脳五カ年計画実行のため、怪人「ミンスク仮面」やヒラ戦闘員「ハラショマン」を使って、子供たちの教科書を真っ赤に塗りたくる作戦を開始した。アイ・カミカゼ、アイ・ハラキリ、アイ・スキヤキ、アイ・テンプラ、アイ・ゲイシャの5人の愛國戰隊大日本は、巨大空中母艦「大日本戰艦」と巨大合体ロボ「大日本絡操（ダイニッポン・ロボ）」を駆り、アカの脅威から御國を守り抜くため、日夜戰い続ける。

## 登場人物・メカニック
以下に紹介する内容には、『アニメック』誌上における愛國戰隊大日本全26話を紹介する架空記事の内容を含む。実際に製作されたのは第3話のみであり、従って第3話に登場しないものは設定が存在するのみで、劇中未登場である。

### 赤露殲滅武装集団・愛國戰隊大日本
必殺技：仁・義・忠・信・智の5つのボールを合体させた「天誅ボール」（第14話まで。第15話以降は皇室ボール）、バンザイフラッシュ
アイ・カミカゼ（赤）/ 神風 猛（じんぷう たけし）：林收一
大和魂に燃える大日本の行動隊長。後先を考えず、先陣を切って進む。有事に備えて日夜トレーニングしている。読書家でもある。最終話（第26話）で大日本絡操で特攻、名誉の戦死を遂げる。
武器：バンザイ・スティック、仁のボール　得意技：特攻・ゼロ戦パンチ
アイ・ハラキリ（青） / 切原 弾児（きりばら だんじ）：毛利文彦
責任感が強く、年中詰腹を切っているサブリーダー。剣道の達人。第23話で名誉の戦死を遂げる。
武器：義のボール　得意技：ハラキリボール
アイ・ゲイシャ（桃） / 舞子 ユキ（まいこ ゆき）：西由紀
別名・冷奴おゆき。レッドベアーの怪人さえも悩殺する紅一点。最終話（第26話）、勝利後に皇國號内で自刃?　消息不明に。
武器：信のボール　得意技：色町遊び・天国と地獄
アイ・スキヤキ（緑） / 白滝 肉男（しらたき にくお）：神村靖宏
怪力の持ち主。すき焼きが大好物。最終話（第26話）で大日本戰艦で特攻、名誉の戦死を遂げる。
武器：智のボール　得意技：白滝肉絡め
アイ・テンプラ（黄） / 衣 あげる（ころも あげる）：森脇好彦
普段はフライショップ「アゲ天」で働く料理人。第23話で名誉の戦死を遂げる。
武器：忠のボール　得意技：油地獄・きつね色、海老天投げ
アイ・オサシミ（紫）/ 板前 造（いたまえ つくる）：設定のみ、未登場
新メンバー。最終話（第26話）で大日本絡操で特攻、名誉の戦死を遂げる。
得意技：秘技・三枚おろし
アイ・トツゲキ（橙） / 轟 突進太（とどろき とっしんた）：設定のみ、未登場
新メンバー。元機動隊員で、現役時代には成田空港において過激派を68人どつき殺した。最終話（第26話）で大日本絡操で特攻、名誉の戦死を遂げる。
富士山将軍：堀晃
大日本の指揮官。前述通り、公の場で放映される作品では、顔と名前を隠して放送される。
ナレーター：庵野秀明

#### メカニック
愛國ジェット・帝釈天號
アイ・カミカゼが操縦する1号機。ロボの頭部。
愛國マシーン・毘沙門天號
アイ・スキヤキ（第24話–第26話はアイ・オサシミ）が操縦する2号機。ロボの胴体。
愛國タンク・兜率天號
アイ・テンプラ（第24話-第26話はアイ・トツゲキ）が操縦する3号機。ロボの脚部。
大日本戰艦
機体に描かれた「誠」の一字が新選組を思わせる、大日本の母艦。上記の愛國メカを搭載している。アイ・ハラキリ（第24話-第26話はアイ・スキヤキ）、アイ・ゲイシャの両名が操縦。
皇國號（すめらぎごう）
第24話より登場の極超巨大戰艦。仁徳天皇陵より発進する。その巨大さたるや、全30分の放送時間中、ノズル全開までに8分、浮上までに13分を費やしたほど。発進においては艦首に輝く巨大な「菊の御紋」が三重・京都に影を落とし、兵庫・大阪は完全に闇につつまれた。メイン・ノズル点火の衝撃波で奈良・和歌山は消滅し、太平洋側の水位は20メートル近く上がり、遠く南米大陸は水中に没した。
ハニワ型パワードスーツ
第25話で登場。
大日本絡操（ダイニッポン・ロボ）：庵野秀明
帝釈天號・毘沙門天號・兜率天號の3機が合体した巨大ロボ。操縦席には「武運長久」の四文字が掲げられている。
全長：165尺余、重量：266666貫目。
兵装：伝家の宝刀・日本剣、防人盾（國防シールド）、飛翔弾30門、24吋砲4門　
必殺技は日本剣を用いた「愛國富士山返し」でカミカゼが最初に「愛國富士山返し」と呼称、続いて4人が復唱し、最後に大日本絡操自身が復唱して敵を斬る。

### レッドベアー団
デスマルクス書記長：外山昌平
日本をアカく染め上げようと画策するレッドベアーの首領。指令は暗いディスプレイの向こうに顔だけが浮かび上がっている。
ジャボチンスキー将軍：西垣寿彦
レッドベアーの大幹部の一人。「洗脳五カ年計画」で子供達を洗脳しようとする。頭に大きな鎌と鎚の紋章をつけている。
ツングースカキラー：佐藤万里子
ビキニのようなコスチュームとマントを着用したレッドベアーの女性幹部。ハラショマンや怪人たちを指揮する。
カストロ魔王：設定のみ、未登場
第18話から登場する新幹部。第25話でレッドベアー団の新書記長になる。
大書記長レッドイヨマンテ：設定のみ、未登場
最終話に登場するレッドベアーの真の支配者。
ハラショマン：赤井孝美、岡田和美　ほか
レッドベアーの戦闘員。黒マスクに赤い星、大阪芸大のジャージを着用している。「ハラショ!」と奇声を上げる。
ミンスク仮面：富一成、原口直規
実際に製作された第3話で登場したレッドベアーの怪人。ハラショマンを使い洗脳五カ年計画を進める。自分は「なんのこれしきのピロシキ」とつまらないオヤジギャグを飛ばすくせに、ハラショマンの（罠ではなく）「いえ、縄でございます」のギャグには情け容赦なくシベリア送りの粛清を行う。ピンチになると「特大ミンスク〜!」と巨大化する。
武器：労働者の鎌、ミグミサイル　得意技：シベリア送り、ミンスク大射撃、秘術・シベリア寒気団攻撃、パルナス・ケーキ爆弾

#### メカニック
デスクレムリン
レッドベアーの移動要塞。

## スタッフ
- プロデューサー：澤村武伺
- 監督、キャラクター・デザイン：赤井孝美
- 脚本：岡田斗司夫
- メカニック・デザイン：庵野秀明
- 企画、製作：DAICON FILM
- 美術：山口宏

## 主題歌
オープニングテーマ 「愛國戰隊大日本」（太陽戦隊サンバルカンの替え歌）
エンディングテーマ 「起て! 大日本」（宇宙戦士バルディオス挿入歌「起てバルディオス」の替え歌）
- 歌：毛利文彦、防共挺身ボーイズ&ガールズ

## サブタイトル
『アニメック』誌ではゼネラルプロダクツが「ゼネプロ繁盛記」「ためになるゼネプロ講座」と冠した連載ページを持っていたが、同誌に池田憲章が連載していた「日本特撮映画史・SFヒーロー列伝」を模した様式で、同誌28号（1983年1月号）にて「愛國戰隊大日本が2クール作品であった」という体の紹介記事が掲載された。3話「びっくり!!君の教科書もまっ赤っか!」の紹介、解説に加えて全話のサブタイトルが紹介された他、14話「重千代じいさんを守れ!日本の長寿は世界一!!」、最終3話のストーリー紹介も行われており、第14話では泉重千代が本人役として、新井素子が泉重千代の孫娘役としてゲスト出演していたことになっている。しかし、前述のように3話「びっくり!!君の教科書もまっ赤っか!」以外は、まったく撮影されていないため、架空の内容である。
第14話あらすじ
泉重千代の体内にある長寿の秘密エキスを奪うため、レッドベアー団は怪人を派遣してくる。愛國戰隊大日本はこれを阻止するも、大日本絡操の撃った流れ弾が孫娘に当たり、死亡させてしまう。大日本をなじる村人に、大日本の面々はトリガーを引いた自分のせい、そうではなく照準の甘かった自分のせいとハラキリを行おうとする。そこへ泉重千代が「●下〔ママ〕のためのこと」と村人を諭し、大日本を赦す。アイ・カミカゼは誰のためでもなく、●下のためにこそある命の重さを改めて感じるのであった。
1. 誕生!愛國戦隊!! - 革命仮面
2. 行け大日本戦艦!敵前大回頭 - バルチック仮面
3. びっくり!!君の教科書もまっ赤っか! - ミンスク仮面
4. 空港を死守せよ、雷撃のミグ仮面 - ミグ仮面
5. 大阪氷河期?赤い雪作戦 - ツンドラ仮面
6. 負けるな満鉄!大陸の大決闘!! - シベリア鉄道仮面
7. 大漁作戦、破れかぶれ! - トロール仮面
8. え!君の隣人もKGB!? - KGB仮面
9. 恐怖!北方領土四天王（前） - えとろふ仮面、くなしり仮面
10. 恐怖!北方領土四天王（後） - はぼまい仮面、しこたん仮面
11. 危ない!●旗日曜版 - ●旗日曜版仮面
12. ウラルより愛をこめて - ス●ル仮面
13. 催眠フィルムを見るな!2時間50分の恐怖 - ソラリス仮面
14. 重千代じいさんを守れ!日本の長寿は世界一!! - ドリプシ仮面
15. 出た!新兵器　皇室ボールだ!! - ボリショイサーカス仮面
16. 赤いSF!検閲を開始しろ!! - ストルガツキー兄弟仮面
17. 二〇三高地を駆け上がれ! - ステッセル仮面
18. 強敵!キューバから来た流れ者 - カストロ魔王
19. 壮絶!ジャボチンスキー将軍大爆死!! - ジャボチンスキー仮面
20. 敵か味方か?収容所帰りの凄い奴 - ソルジェニーツイン仮面
21. 無残!血塗られたSF大賞 - ハヤトク仮面
22. 美味?レッドベアー料理の旨いワナ - パルナス仮面
23. さらば我が武士!泣き面は見せまじ勝つまでは!! - ツチカマ仮面
24. 最後の大決戦!発進、仁徳天皇陵!!
25. 大粛清!新書記長はカストロ魔王だ!! - 書記長・デスマルクス
26. ●よ散れ!レッドベアーの最期!! - 大書記長・レッドイヨマンテ

## 派生
本作品を契機に、自主制作映画で戦隊もののパロディがいくつも作られた。
特に、フランスで制作が続いている『銃士戦隊フランスファイブ』のシリーズは日本に逆輸入された。
また、ダイコンフィルム自身によるメタパロディとして、ゼネラルプロダクツの周辺から発行され、頒布会などで販売された同人誌『よい子の匪歌集』に、あらすじと5コマほどのモノクロイラスト、ならびに、主題歌の歌詞のみの形で発表された『共産戰隊ダイロシアン』がある。これは、『愛國戰隊大日本』の基本設定を下敷きにソビエトと日本の立場を逆転させたもので、『愛國戰隊大日本』と同様に『太陽戦隊サンバルカン』の主題歌の替え歌を主題歌としている。
ゲーム『デジタル・デビル物語 女神転生II』の敵レッド・ベアは、本作品の敵の名前から取られている。